# Shirime
Shirime (尻目 lit. ojo en el trasero?) es una variedad de yōkai perteneciente al folclore japonés. Su principal característica es la presencia de un ojo en el lugar donde debería estar su ano. Se le describe como un yōkai de apariencia humana que suele aparecerse a los viajeros que transitan los caminos a altas horas de la noche. Suele ir vestido con un kimono y no posee rasgos faciales, similar al noppera-bō.

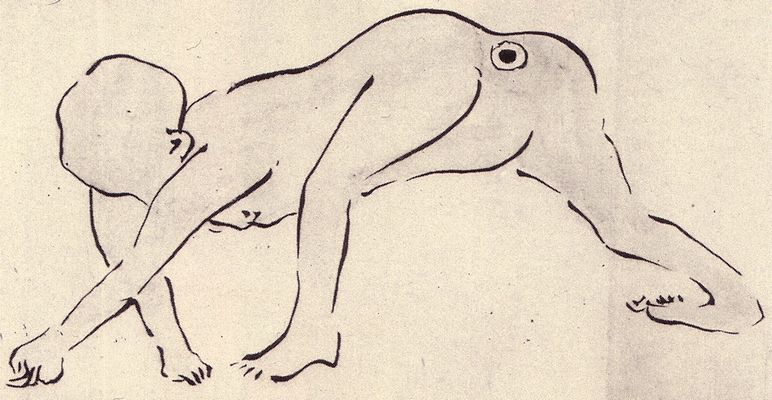
Ilustración de un shirime por Yosa Buson, 1754.

Se le considera como un yōkai inofensivo, puesto que no tiene malas intenciones y sólo asusta a la gente por diversión. Debido a que se han documentado muy pocos avistamientos del shirime, se cree que podría tratarse simplemente de una nueva variedad del noppera-bō, o simplemente de un tanuki o kitsune que ha cambiado de forma para jugar una broma a los humanos.
De acuerdo con la leyenda, un samurái caminaba por un camino hacia la ciudad de Kioto durante la noche cuando escuchó a alguien que le pedía que esperase. Cuando preguntó quién era y se volteó, se encontró con un hombre quitándose rápidamente la ropa y apuntando sus nalgas hacia él. Fue entonces cuando un enorme y brillante ojo se abrió en el lugar donde debería estar su ano.